# 海上警備隊
海上警備隊（かいじょうけいびたい、英語: Coastal Safety Force）は、1952年（昭和27年）4月26日から7月31日まで、海上保安庁内に設置されていた海上警備機関。英名はMaritime Guard/Maritime Security Force/Maritime Safety Security Forceと変遷した。
「海上における人命若しくは財産の保護又は治安の維持のため緊急の必要がある場合において、海上で必要な行動をするための機関」とされる。ただし海上保安庁内の機関ではあるものの、警備救難監（当時の海上保安官トップ）の統制を受けないなど独立性の高い組織であった。約6,000名の定員のうち、幹部の99%以上と下士官の98%以上が旧海軍軍人であり、旧海軍軍人主導の元、将来的には海上防衛力の母体として独立することを視野に入れた「スモール・ネイビー」として組織されていた。実際、発足同年の8月1日には早くも保安庁警備隊として海上保安庁から独立し、2年後の1954年（昭和29年）7月1日には、防衛庁（現在の防衛省）海上自衛隊へと発展している。

## 来歴
1945年（昭和20年）9月2日、米戦艦「ミズーリ」艦上で行われた日本の降伏文書の調印式を受けて、日本軍全軍の武装解除、戦闘停止が発動された。10月15日には大日本帝国海軍の軍令部門である軍令部が、11月30日には軍政部門である海軍省が廃止された。これを受け、12月1日には、海軍省が担ってきた復員などの業務を引き継ぐために第二復員省が発足したが、これも復員の進展に伴い、1946年（昭和21年）6月15日には第一復員省（陸軍省）と統合され、内閣の外局たる復員庁において第二復員局となった。1947年（昭和22年）末ごろより、旧海軍佐官級の同局員を中心に、連合国軍最高司令官総司令部（GHQ）やアメリカ極東海軍司令部（COMNAVFE）の要員と懇親を深めつつ、海軍を含めた再軍備の計画が練られるようになった。
一方、もともと海軍が担っていた日本周辺海域における法秩序維持任務はしばらく宙に浮くことになったが、治安悪化や輸入感染症の流行に伴い、不法入国船舶監視本部を経て、1948年（昭和23年）、連合国軍占領下の日本において洋上警備・救難および交通の維持を担当する文民組織として、運輸省（現在の国土交通省）の外局として海上保安庁が設立されることとなった。このとき、第二復員局から掃海業務を引き継いでいた運輸省海運総局掃海管船部掃海課（田村久三課長）も、保安局掃海課として海上保安庁に移管されることとなった。ただし創設当時は、武装した海上保安機構に対する極東委員会での反発を考慮したGHQ民政局の指示を受け、巡視船が軍事用ではないと明示するため、排水量・武装・速力に厳しい制限が課されていた。
1950年（昭和25年）10月、吉田茂内閣総理大臣が主催する会食の席上、極東海軍司令官C・ターナー・ジョイ中将より、野村吉三郎元海軍大将に対して、ソ連海軍から返却されたあと横須賀港に係留されているタコマ級フリゲート10隻の貸与を認めてもよい旨、非公式の打診があった。この打診を受けて、野村元大将は、保科善四郎元中将および復員庁第二復員局の元海軍軍人とともに海軍再興の私的な検討に入った。1951年（昭和26年）1月、保科元中将は富岡定俊元少将、吉田英三元大佐たちととも海軍再建案を取りまとめ、極東海軍司令部参謀副長（DCSTFE）アーレイ・バーク少将に提示した。計画はバーク少将の助言による修正を経て1952年（昭和27年）1月に受領され、2月には吉田首相にも説明された。

### Y委員会
1951年（昭和26年）10月19日、吉田首相と連合国軍最高司令官（SCAP）マシュー・リッジウェイ大将の会談において、フリゲート（PF）18隻、上陸支援艇（LSSL）50隻を貸与するとの提案が正式になされ、吉田首相はこれをその場で承諾した。翌20日、岡崎勝男内閣官房長官より柳澤米吉海上保安庁長官および山本善雄元海軍少将に対し、これらの艦艇受入れと運用体制確立に関して政府の諮問に答えるための委員会の設立が要請された。これを受けて10月31日に組織されたのがY委員会である。
Y委員会は内閣直属の秘密組織であり、第1回会合は、1951年（昭和26年）10月31日午後2時より、委員10名全員の出席のもと、霞が関の海上保安庁の臨時会議室で行われた。Y委員会はその後、海上警備隊の発足前日にあたる1952年（昭和27年）4月25日まで、毎週金曜、29回にわたる定例会を開き、日本の海上防衛力再建のための計画策定にあたった。
Y委員会は当初、旧海軍軍人8名と海上保安官2名の計10名の委員により構成されていたが、人数比があまりに開いていたことから、第2回会合より、臨時委員として海上保安官1名が追加された。旧海軍軍人のうち、山本元少将、秋重元少将、永井元大佐の3名以外は、いずれも第二復員局（旧海軍省）の部課長クラスであった。
- 旧海軍軍人
  - 山本善雄（主席委員; 海軍兵学校47期、元少将）
  - 秋重実恵（次席委員; 海軍機関学校28期、元少将）
  - 初見盈五郎（海軍経理学校8期、元大佐）
  - 永井太郎（海軍兵学校48期、元大佐）
  - 長沢浩（海軍兵学校49期、元大佐）
  - 吉田英三（海軍兵学校50期、元大佐）
  - 森下陸一（海軍機関学校34期、元中佐）
  - 寺井義守（海軍兵学校54期、元中佐）
- 海上保安官
  - 柳澤米吉（海上保安庁長官）
  - 山崎小五郎（臨時委員; 海上保安庁次長）
  - 三田一也（警備救難監）

旧海軍側は、創設される新機構(海上保安予備隊ないしは海上警備隊)に関して、次の四点などの基本見解を述べた。
これに対して海保側は「海上保安予備隊」について以下の設置要綱を述べた。
海上保安庁側(以下「海保」と略す)はあくまで海保の強化を目指す内容であり、新海軍の分離を目指す第二復員局側(以下「二復」と略す)を牽制した。
海保側の方針に対して二復側は「海保案は軍令系のみで、二復側(旧海軍側)案は軍政・軍令の両案があるのが大きな相違である」と反発した。これに対して海保側は「沿岸警備力増強の為の新機構であるが、国民に対して軍の再建と言う不安を与えぬ考慮が必要である」「予備隊は実施部隊であるが、経理も人事も取り扱うので軍政部門もある。したがって二復側の要綱にある『実施部隊』という用語が不適当である」など、当時の反軍感情に言及して反論した。
それに対して二復側は「海軍を作ろうというのに文官が長官でということはあり得ない」「管理するのは官制上長官であり、総務部などは幕僚機関であるべきだ」と反発した。ただし、二復側と海保側では新機構は「アメリカ海軍の傭兵ではなく日本の自主独立の立場を貫く」事では一致した。
1952年（昭和27年）1月10日に旧海軍側の山本グループが「新空海防衛力建設について所見」と題する報告書をアメリカ極東海軍司令部に提出。本報告書は5～6年かけてまとめた再軍備実行計画案(別冊第一)と、計画遂行を2～3年延長する事態になった場合の修正案(別冊第二）からなり、「今般海上保安庁から提案された船舶増勢要求案は単にCoast Guardの強化を図るものであって航空並びに海上の防衛力増強には極めて非能率なものと言わねばならぬ」とし、再軍備予算としてY機構に約56億円、新規計画に280億円、合計336億円を計上する事を提案した(「新空海防衛力建設について所見」1月10日)。
1952年（昭和27年）2月4日に合同委員会が開かれ、新機構のあり方についてはアメリカ極東海軍軍事顧問団の裁定に委ねることになり、オフチー参謀長は二復側の案を認めて「(新機構を)separate(分離）する案でなければいけない」と述べ、新機構の名称も海保側が命名した「海上保安予備隊」を却下して「ぜひともCoastal Safety Force」にせよとされ、15日には海上警備隊（Maritime Security Force）に対する次長や警備救難監の指揮権が及ばないことが委員会に報告された。最終的には海上警備隊(Maritime Safety Security Force)として、いずれ新機構を海保から離脱独立させることが決まった。

### 国会での論議
従来の海上保安庁の機構に加えて、海上警備隊を新設することについて再軍備の懸念もあり、発足時には以下のような国会における答弁がなされた。
昭和27年3月24日参議院予算委員会審議
- 岡本愛祐委員
  - 「海上警備隊の出動を要するときと考えられる例を一つ挙げて頂きたいと思います。」
- 大橋武夫大臣
  - 「密入国でありまするとか、或いは海上における漁業に対する妨害的な行動というものに対しまして取締りをし、或いは漁船を保護する、こういうのが警備なのでございまするが、特に相手方が多数集合しておりまする場合、或いは又特に武器を装備しておりまする場合、そういう場合におきましては一般警備救難に使用する船舶ではこれに対するに十分なる能力がございませんので、従いまして特にそういう場合におきましては、新らしい海上警備隊所属の船舶の行動に待つようにいたしたい、こう考えているのであります。」

昭和27年3月26日衆議院内閣委員会
- 村上義一国務大臣
  - 「海上における天災、また相当大規模な災害及び重大な秩序の攪乱等に対しましても、緊急対処できるようにいたしますためには、集団訓練を施した機動力のある海上予備勢力が必要となつて参るのでありまして、これがために海上警備隊を設置いたしまして、みずからの手によつてでき得る限りの態勢を整え、そうして国家としての責務を果すことといたしたいのであります。海上警備隊は、海上における人命及び財産の保護並びに治安の確保のための緊急の必要があります場合において、海上において必要な行動を行うための機関でありまして、その任務は、海上保安庁の所掌事務の範囲内にもちろん限られる次第であります。
海上警備隊は、総監部及び若干の地方監部をもつて組織されますところの海上保安庁の附属機関でありまして、その職員の定員をとりあえず六千三十八名といたしまして、海上警備官その他の必要な職員を置くことといたしたのであります。
海上警備隊の職員は、一般の行政機関に勤務します職員と異なりまして、その職場は海上にあるのでございますが、陸上の勤務者につきましても、原則として一定の宿舎に居住して常時勤務する態勢にあるものでありまして、またその職員は一定の年齢に達しますれば停年制をもつて退職しなければならないなど、特殊の勤務條件に服するものでありますので、これを国家公務員法上の特別職といたすことによりまして、国家公務員法の適用を除外して、これにかわるべき所要の人事管理に関する規定を本法に設けたいと思うのであります。
すなわち海上警備隊の職員の任命権者、欠格条項、階級、任用、叙級、分限、懲戒、服務等に関する規定を設けますとともに、職員の意に反する処分に対しましては、公正審査会への審査請求の道を開きます等、国家公務員法の精神にのつとりまして、海上警備隊におきます勤務の特殊性に適合した諸規定を設けんとしておる次第であります。
また海上警備官に対しましては、海上におきます職務執行上の必要性にかんがみまして、海上保安官に準じて立入検査権、武器の携帯及びその使用を認めますとともに、刑事訴訟法上のいわゆる緊急逮捕権限を與えまして、職務執行の万全を期したいと存ずる次第であります。
なお海上警備官のうち、部内秩序維持の職務に従事いたします者に対しましては、必要な限度の司法警察権を與えまして、海上警備隊の内部規律を維持して、厳正な職務の執行に資することといたしたいのであります。
最後に、海上警備隊の職員に対しましては、一般の国家公務員法の例にならいまして、労働関係法規の適用を除外いたしますとともに、その船舶につきましては、船舶の構造なり、運航の特殊性から船舶安全法また船舶職員法の適用を除外いたしまして、またその移動無線局につきましても、同様の理由によりまして、電波法の一部の適用を除外いたすことにしたいと思います。以上申し述べましたところが海上保安庁法の一部を改正する法律案の提案の理由のあらましであるのであります。」

### 海上警備隊の発足
海上警備隊の創設は、1952年（昭和27年）2月20日、海上保安庁の改正案要綱として正式に発表された。同年4月26日、正式に海上警備隊が発足し、同日に海上警備隊総監部が霞が関の旧海軍省庁舎に設置されたが、ここでも二復(旧海軍)と海保の間で激しい人事抗争が起こり、とくに4月26日に海上保安庁次長であった山崎小五郎が海上警備隊総監に内定した際は、山本は日記に「今日は最も不愉快な日かもしれない、否、もっと不愉快な日が何日も来るだろう」と書き込んでいる。その後、水面下で課長級人事をめぐっても激しい人事抗争が起きている。
1952年（昭和27年）5月19日に山本は旧海軍の大将クラスで構成されていた「大将会」で海上警備隊創設に関する経緯の報告を行い、併せて山梨勝之進と野村により他の海軍大将12名に対して山本へのさらなる協力の要請が行われ、大将達から了承を得ていた。この会合には初代海上警備隊総監である山崎も出席して自身への「大将会」の支援を要請し、これに対して「大将会」は「一同心から」支援することを了承し、旧海軍と海保の間で一応の「手打ち」が成された。

## 組織
海上警備隊発足時、定員は計6,038名（海上警備官 5,947名、事務官 91名）、実数は計1,122名（海上警備官 1,045名、事務官 77名）とされていた。また外交・政治的な手続きや船艇整備などで時間をとられていたためにPF等船艇の正式引渡しが間に合わず、発足時には運用船艇をもたない陸上組織にとどまっていた。その後、整備を完了した船艇の遂次保管引受け（借用）が開始され、第1陣としてPF 2隻および上陸支援艇（LSSL）1隻が引き渡されて、基幹要員の教育訓練に用いられた。
- 海上警備隊
  - 総監（海上警備監）
  - 副総監（海上警備監職、定数1人。空席。）
  - 総監部
    - 総務部（長）
    - 警備部（長）
    - 経理補給部（長）
    - 技術部（長）

  - 横須賀地方監部（長、海上警備監職。実際には吉田英三海上警備監補に発令される。）
    - 船隊司令
    - 総務部（長）
    - 警備部（長）
    - 経理補給部（長）
    - 技術部（長）

## 海上警備官の階級
海上保安庁の海上警備隊から保安庁・警備隊、海上自衛隊へと移り変わるなかで使用された官職名や階級の一覧。
| 海上警備官       | 警備官                     | 海上自衛官            |
| ---------------- | -------------------------- | --------------------- |
| 海上警備監       | 第二幕僚長たる警備監警備監 | 海将                  |
| 海上警備監補     | 警備監補                   | 海将補                |
| 一等海上警備正   | 一等警備正                 | 1等海佐               |
| 二等海上警備正   | 二等警備正                 | 2等海佐               |
| 三等海上警備正   | 三等警備正                 | 3等海佐               |
| 一等海上警備士   | 一等警備士                 | 1等海尉               |
| 二等海上警備士   | 二等警備士                 | 2等海尉               |
| 三等海上警備士   | 三等警備士                 | 3等海尉               |
| 一等海上警備士補 | 一等警備士補               | 准尉・海曹長・1等海曹 |
| 二等海上警備士補 | 二等警備士補               | 2等海曹               |
| 三等海上警備士補 | 三等警備士補               | 3等海曹               |
| 海上警備員長     | 警査長                     | 海士長                |
| 一等海上警備員   | 一等警査                   | 1等海士               |
| 二等海上警備員   | 二等警査                   | 2等海士               |
| 三等海上警備員   | 三等警査                   | 3等海士               |

## 年譜
- 1945年（昭和20年）
  - 9月2日 - 米戦艦ミズーリで日本と連合国の降伏調印式（全日本軍の武装解除、戦闘停止）
  - 10月15日 - 大日本帝国海軍の軍令部門は軍令海第8号によって廃止
  - 11月30日 - 大日本帝国海軍の軍政部門である海軍省を廃止
  - 12月1日 -  軍政部門の廃止に伴い、海軍の軍人のために第二復員省が発足（海軍省の後継組織、朝鮮戦争への特別掃海部隊派遣後、海上警備隊に繋がる）
- 1946年（昭和21年）
  - 1月4日 - アメリカ太平洋陸軍のマッカーサー司令官との覚書により公職追放の勅令（昭和21年勅令第109号)が布告・施行
  - 6月15日 - 第二復員省は第一復員省（陸軍省）と統合され、内閣の外局として復員庁が設置され第二復員局
  - 7月24日 - 元海軍大将の野村吉三郎と盟友のニューズウィークの記者コプトン・パケナムは占領政策失敗による日本の窮状をニューヨーク本社に打電[10]
- 1947年（昭和22年）
  - 1月1日 - マッカーサーは改編されたアメリカ極東軍（FEC）の総司令官に就任（陸・海・空軍を統括）
  - 10月15日 - 復員庁は廃止され、総理庁の第二復員局
- 1948年（昭和23年）
  - 1月1日 - 総理庁第二復員局は復員業務を厚生省に移管され、海軍船舶保管・掃海業務は運輸省の各海運局に移管
  - 3月21日 - 占領政策の転換で検討された平和条約締結後の再軍備に対して、マッカーサーは警察と小規模の警備隊、沿岸警備隊のみとして国務省や陸軍省と反目
  - 4月24日 - 海上保安庁法(法律第28号）の布告・施行
  - 5月1日 - 運輸省外局として海上保安庁が発足
  - 5月12日 - 第二復員局庁舎にて海上保安庁の業務開始（各海運局より第二復員局の残務業務を移管）
- 1949年（昭和24年）新造巡視船の建造開始[11]
- 1950年（昭和25年）
  - 6月25日 - 朝鮮戦争勃発
  - 7月7日 - 国連安全保障理事会はアメリカ合衆国が国連警察軍を指揮することを決議
  - 7月8日 - トルーマン大統領は正式にマッカーサーを連合軍最高司令官に任命
    - 7月8日 - 国家警察予備隊の新設と海上保安庁8,000名の増員を許可する指令

  - 7月23日 - マッカーサー連合軍最高司令官からアメリカ陸軍省へ40隻の小型艦船の日本政府への貸与を打診
  - 8月10日 - 「警察予備隊令」により警察予備隊発足
  - 10月2日 - 北朝鮮元山付近の海域に機雷掃海のため海上保安庁航路啓開本部の掃海艇部隊を派遣（機密扱い、1名死亡8名負傷[12]）
  - 10月30日 - アメリカ統合参謀本部において日本の海上警察部隊創設の勧告を承認
  - 11月24日 - アメリカ国務省より「対日講和7原則」発表
- 1951年（昭和26年）
  - 1月10日 - トルーマンは対日講和交渉の大統領特別代表にジョン・フォスター・ダレスを任命
  - 1月 - 野村吉三郎ら旧海軍将官、第二復員局の山本善雄、吉田英三らを中心とする旧海軍軍人による海軍再建計画が本格化
  - 4月11日 - マッカーサーはトルーマンにより更迭され、連合国最高司令官・アメリカ極東軍総司令官を解任
  - 4月12日 - 後任の リッジウェイ陸軍中将が着任
  - 8月29日 - アメリカ国家安全保障会議で連合軍最高司令官の隷下での沿岸警備部隊の創設を承認
  - 9月8日 - サンフランシスコで連合国との講和条約を締結
  - 10月初旬 - ソ連から返還のフリゲート艦（PF）18隻[13]、本国にある大型上陸支援艇（LSSL）50隻の貸与についてトルーマン大統領よりの指令を受けて、連合軍最高司令官はアメリカ海軍極東司令官に指令を送付、これにより先任アメリカ海軍顧問は譲渡と受入体制について連合軍最高司令官に対して、とるべき措置などを常に報告し、貸与政策に関して全ての事項の承認が必要[14]
  - 10月19日 - リッジウェイ連合軍最高司令官は吉田首相に、日本での立法措置の必要性を踏まえた上で、PF18隻、LSSL50隻の艦艇貸与の申しでを行い快諾[14]
  - 10月20日 - アメリカ側の意向を受けて旧海軍から8名、海上保安庁から2名（その後3名）のY委員会が発足し、アメリカ海軍貸与のPFなどの運用体制に関する協議が開始される[15]
  - 10月26日 - 正式会合に先立ちアメリカ海軍極東司令部にオフチー参謀長は、日本側委員（Y委員会）である5名を招いた（山本、柳沢、秋重、長沢、三田）[13]
  - 11月2日 - 日米合同委員会の正式会合（アメリカ海軍側の委員はUSCG将校2名と文官2名および海軍将校2名（臨時委員）日本側は旧日本海軍将校8名、海保長官、警備救難監の2名と臨時委員として海保次長、アメリカ側の委員長は極東司令部参謀長オフチー少将、日本側は山本善雄元少将）[13]
  - 12月 - 海上保安庁の正式なアメリカ顧問団・委員は4人（アメリカ海軍のアブラハム海軍大佐とフレック海軍中佐、マックガンUSCG大佐と1名のUSCG中佐）、顧問団長はノーブル・W・アブラハム海軍大佐[13]
- 1952年（昭和27年）
  - 2月4日 - アメリカ海軍極東司令部で日米合同委員会が開かれ、沿岸警備隊は海上保安予備隊の名称では不可、警備救難監の職掌は海上警備隊を除き、長官を助ける程度に改めること[3]
  - 2月15日 - 第19回委員会、法律改正案の警備救難監の職掌中、「統括」を「調整」に改め、次長も警備救難監も「指揮権はない」と報告[3]
  - 4月26日 - 「海上保安庁法の一部を改正する法律」の公布・即日施行により、海上保安庁の機関「海上警備隊」として創設
  - 7月31日 - 運輸省の外局である海上保安庁の組織・装備及び人員（本体組織を含む）を、新設される保安庁に移管するために海上公安局法の公布と共に海上公安局法附則第2項で海上保安庁法の廃止
  - 8月1日 - 総理府の外局として発足した保安庁（防衛庁の前身）に移管され「警備隊」となる
- 1954年（昭和29年）
  - 7月1日 - 防衛庁設置法・自衛隊法施行に伴い、旧海軍から組織としての連続性を保つ事に成功し「海上自衛隊」となる
    - 7月1日 - 防衛庁設置法により未施行状態の海上公安局法が廃止
- 2002年（平成14年）
  - 4月26日 - 「海上自衛隊創設50周年記念式典」が神奈川県横須賀市の海上自衛隊第2術科学校で開催される[16]